# IC 4479
IC 4479 ist eine Spiralgalaxie vom Hubble-Typ Scd im Sternbild Bärenhüter am Nordsternhimmel. Sie ist rund 611 Millionen Lichtjahre von der Milchstraße entfernt.
Entdeckt wurde das Objekt am 24. Juli 1895 von Stéphane Javelle.